# Аксаков, Анатолий Геннадьевич
Анато́лий Генна́дьевич Акса́ков (род. 28 ноября 1957, Ермолаево, Башкирская АССР) — российский государственный и политический деятель. Депутат Государственной думы Федерального собрания Российской Федерации III, IV, V, VI, VII созывов и VIII созывов. Председатель комитета Государственной Думы по финансовому рынку с 5 октября 2016 года. Член фракции «Справедливая Россия — За правду».
Председатель Совета банковской Ассоциации «Россия». Член правления Российского союза промышленников и предпринимателей (РСПП). Член Президиума партии «Справедливая Россия». Научный руководитель кредитно-экономического факультета Финансового университета при Правительстве РФ. Член Национального финансового совета Центрального банка Российской Федерации по квоте Государственной Думы (с 2016).
Член Президиума Центрального совета партии «Справедливая Россия». Соратник Главы Чувашской Республики — О. А. Николаева.
С 2002 по 2009 гг. был членом Национального банковского совета Центрального банка Российской Федерации (по квоте Государственной Думы РФ). С 21 апреля 2015 по 5 октября 2016 года был председателем комитета по экономической политике, инновационному развитию и предпринимательству.
За нарушение территориальной целостности Украины во время российско-украинской войны находится под персональными международными санкциями всех стран Европейского союза, Великобритании, США, Канады, Швейцарии, Австралии, Японии, Украины, Новой Зеландии.

## Биография

### Происхождение
Родился 28 ноября 1957 года в посёлке Ермолаево Куюргазинского района Башкирской АССР; чуваш. Отец — водитель, мать — экономист.
В 1965 году начал учиться в средней школе посёлка Шах-Тау в городе Стерлитамак. В 1968 году вместе с родителями переехал в Крымскую область Украинской ССР (в связи с болезнью мамы по совету врачей).
В 1975 году окончил среднюю школу села Вилино Бахчисарайского района Крымской области. В течение двух лет работал слесарем в крымском совхозе ПОХ «Магарач» и рабочим (аппаратчиком) на киевском химико-фармацевтическом заводе.
Поступил на экономический факультет МГУ; в составе строительных отрядов ездил в Казахскую ССР, под Москву и в Сочи (отряд  был сельскохозяйственный; в Казахстане строили арочники – фермы для скота). В 1979 году был избран секретарем комсомольской организации курса. В 1983 году окончил Московский государственный университет имени М. В. Ломоносова, в 1986 году — аспирантуру экономического факультета МГУ им. М. В. Ломоносова, стал кандидатом экономических наук. Жил в общежитии высотного здания МГУ.
В 1986 году женился на дочери председателя президиума Верховного Совета Чувашской АССР А. П. Петрова — Татьяне, студентке Московского государственного педагогического института им. В. И. Ленина, и переехал в город Чебоксары.

### Работа в Чувашии
С 1986 года — преподаватель Чувашского государственного университета, доцент кафедры экономической теории и рыночного хозяйства. В 1989 году на собрании преподавателей кафедр общественных дисциплин ЧГУ им. И. Н. Ульянова преподаватель политэкономии Анатолий Аксаков предложил кандидатуру преподавателя «Научного коммунизма» Н. В. Федорова в качестве кандидата в народные депутаты СССР.
Избирался депутатом Государственного совета Чувашской Республики (1994—1995). С 1994 по 1997 — заместитель директора Института экономики, финансов и права (Чебоксары).
С 1995 по 1997 год руководил чебоксарскими филиалами московских коммерческих банков; в 1995 году — директор чебоксарского филиала московского банка «Стратегия», в дальнейшем — директор чувашского отделения Коммерческого банка «Россия-МАЛС».
С 1997 по 2000 — заместитель председателя Кабинета министров — министр экономики Чувашской Республики. Под руководством А. Г. Аксакова разработаны Программа перехода Чувашской Республики на рыночные отношения, Антикризисная Программа 1998 года и Программа социально-экономического развития Чувашии на 1998—2003 гг. Разработал и внедрил критерии оценки работы глав районов и городов Республики, стоял у истоков внедрения ипотечного кредитования населения Чувашии, различных механизмов стимулирования жилищного строительства в регионе, поддержки малого и среднего бизнеса, модернизации крупных производств.

### Государственная деятельность
1999—2003 — депутат Государственной Думы РФ третьего созыва (избран по одномандатному Чебоксарскому округу), заместитель председателя Комитета по экономической политике и предпринимательству.
2003—2007 — депутат Государственной Думы РФ четвёртого созыва (избран по одномандатному Чебоксарскому округу), заместитель председателя Комитета по кредитным организациям и финансовым рынкам.
В 2005 году получил диплом Дипломатической академии Министерства иностранных дел РФ. Опубликовал работы по проблемам экономического и социального развития Чувашской Республики и Российской Федерации.
2007—2011 — депутат Государственной Думы РФ пятого созыва (избран по спискам политической партии «Справедливая Россия»), заместитель председателя Комитета по кредитным организациям и финансовым рынкам. 6 августа 2009 года заявил: «Чтобы вывести Россию из кризиса, нужно девальвировать рубль ещё на 30-40 %». После этого рубль упал, а Аксакова вывели из Национального банковского совета.
С 2011 года — депутат Государственной Думы РФ шестого созыва (избран по спискам политической партии «Справедливая Россия»), до апреля 2015 года — заместитель председателя Комитета по финансовому рынку, в апреле 2015 года избран председателем Комитета по экономической политике, инновационному развитию и предпринимательству.
2002—2009 — член Национального банковского совета Центрального банка Российской Федерации (по квоте Государственной Думы РФ).

### Политическая деятельность

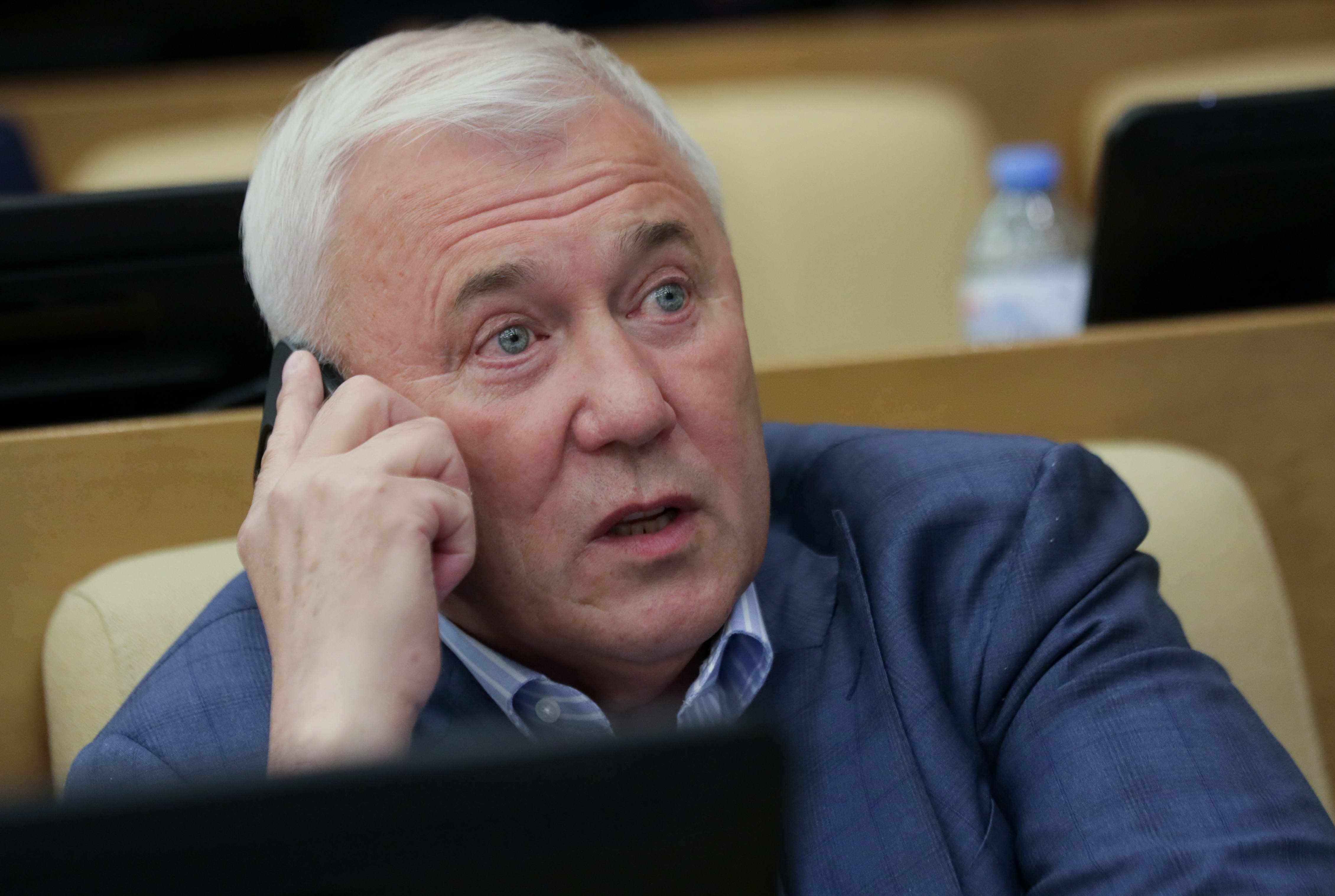
Председатель Комитета по финансовому рынку Анатолий Аксаков, 2021 год

По инициативе А. Г. Аксакова были организованы и проведены парламентские слушания и круглые стол по темам обеспечения экономической безопасности страны, стимулирования инвестиций в экономику, жилищного строительства, формирования Международного финансового центра и современной банковской системы в России, поддержки и развития импортозамещения и т. д.
Президент Ассоциации региональных банков России. Член правления РСПП. Заведующий кафедрой «Финансовое просвещение и корпоративная социальная ответственность», научный руководитель кредитно-экономического факультета Финансового государственного университета при Правительстве Российской Федерации.
По обращениям и запросам депутата профинансированы из федерального, республиканского бюджетов (через инициирование ФАИП, ФЦП) и средств частных инвесторов десятки объектов социальной, спортивной, образовательной, культурной и производственной сферы Чувашии. В том числе строительство и реконструкция Центра восстановительного лечения для детей, реабилитационного центра для ветеранов и инвалидов, стадиона «Олимпийский», легкоатлетического манежа и ледового стадиона, учебных корпусов средних и высших учебных заведений, газопроводов и газовых распределительных сетей, чувашских государственных театров.
В 2004—2007 годах — Первый Заместитель председателя Центрального комитета Народной партии Российской Федерации, председатель Чувашского регионального отделения партии.
Является депутатом от Чувашской Республики. На выборах в Государственную думу Федерального Собрания РФ VII созыва баллотировался по 37 Канашскому одномандатному избирательному округу, Чувашская Республика и был избран в депутаты Госдумы. Также является автором закона «о Категоризации инвесторов».
19 сентября 2021 года избран в качестве депутата Госдумы РФ VIII созыва от блока «Справедливая Россия — За правду» по Канашскому одномандатному округу № 37 (Чувашия). 12 октября 2021 года избран председателем комитета Госдумы по финансовому рынку.

## Санкции
Из-за нарушения территориальной целостности и независимости Украины во время российско-украинской войны находится под персональными международными санкциями разных стран.
23 февраля 2022 года внесён в санкционные списки стран Евросоюза за действия и политику, которые подрывают территориальную целостность, суверенитет и независимость Украины и еще больше дестабилизируют Украину.
24 февраля 2022 года включён в санкционный список Канады «близких соратников режима» за голосование о признании независимости «так называемых республик в Донецке и Луганске».
24 марта 2022 года, на фоне вторжения России на Украину, включён в санкционный список США за «соучастие в войне Путина» и «поддержку усилий Кремля по вторжению в Украину», Госдеп США заявил что депутаты Госдумы используют свои полномочия для преследования инакомыслящих и политических оппонентов, нарушают свободу информации, ограничивают права человека и основные свободы граждан России.
С 25 февраля 2022 года находится под санкциями Швейцарии. С 26 февраля 2022 года находится под санкциями Австралии.  С 18 марта 2022 года находится под санкциями Новой Зеландии. С 24 марта 2022 года находится под санкциями Соединенных Штатов Америки. С 12 апреля 2022 под персональными санкциями Японии. Указом президента Украины Владимира Зеленского с 7 сентября 2022 года находится под санкциями Украины.

## Семья и личная жизнь
Родители А. Г. Аксакова похоронены в Крыму.
Женат на Татьяне Александровне Петровой — дочери бывшего руководителя Чувашской АССР — председателя президиума Верховного совета Чувашской АССР А. П. Петрова.
Дети: Дмитрий и Александр — выпускники Высшей школы экономики. Дмитрий и Александр некоторое время проживали в США. На 2024 год — сыновья А. Г. Аксакова устроены на руководящие должности в государственные финансовые институты: Дмитрий руководитель ESG-банкинга в ВЭБ.РФ, а Александр — руководитель подразделения в АО «ДОМ.РФ».
В отпуск, как правило, ездит в Крым, где дом и сад рядом с морем.

## Награды

### Награды Российской Федерации
- Орден «За заслуги перед Отечеством» III степени (2025)[32];
- Орден «За заслуги перед Отечеством» IV степени (2015);
- Орден Александра Невского (2020) — за большой вклад в развитие парламентаризма, активную законотворческую деятельность и многолетнюю добросовестную работу[33];
- Медаль ордена «За заслуги перед Отечеством» I степеней;
- Медаль ордена «За заслуги перед Отечеством» II степеней;
- Медаль Столыпина П. А. II степени[34];
- Почётная грамота правительства Российской Федерации — «за большой вклад в развитие российского парламентаризма и активную законотворческую деятельность» (2019);
- Благодарность Правительства Российской Федерации (4 июля 2013 года) — за многолетнюю плодотворную законотворческую деятельность и развитие законодательства Российской Федерации[35];
- Благодарность Правительства Российской Федерации (22 июня 2016 года) — за заслуги в законотворческой деятельности и многолетний добросовестный труд[36];
- Почётная грамота и почетный знак Государственной Думы «За заслуги в развитии законодательства и российского парламентаризма»;

### Награды регионов России
- Почётный гражданин Чувашской Республики
- Заслуженный экономист Чувашской Республики
- Памятная медаль «100-летие образования Чувашской автономной области» (2020)
- Почётный гражданин города Чебоксары
- Юбилейная медаль «В ознаменование десятой годовщины воссоединения Крыма с Россией 2014−2024» (2025)

### Общественные награды
- Медаль Святого мученика Авраамия Болгарского 3 степени (2016; Медаль Чебоксарско-Чувашской епархии РПЦ)[37].
- Лауреат Всероссийской профессиональной премии финансистов «Репутация»[38] — за большой вклад в развитие финансового рынка Российской Федерации (2018)[39]